# Chiesa di San Francesco d'Assisi (San Cataldo)
La chiesa di San Francesco d'Assisi  riconosciuta con l'appellativo ex-Capuccini, è un edificio religioso situato in piazza San Francesco d'Assisi, nella città di San Cataldo.

## Descrizione
Essa fu eretta per volontà del principe Giuseppe Galletti, annessa all'ex convento dei cappuccini; i lavori per la costruzione ebbero inizio nel 1724 e si protrassero per circa sei anni. Il 7 luglio del 1736 il vescovo Pietro Galletti consacrò solennemente la chiesa intitolata a San Giuseppe. I cappuccini rimasero in paese fino alla soppressione degli ordini religiosi avvenuta nel 1866 dopo di che il convento si trasformò in ospizio per anziani e la chiesa divenne comunale e continuò ad accogliere i defunti fino alla fine dell'Ottocento, nonostante fosse stato aperto nel 1840 il cimitero comunale.
L'altare maggiore della chiesa secondo il restauratore Rosario Prizzi, potrebbe attribuirsi a Felice da Sambuca. Quattro figure rappresentanti i quattro evangelisti si trovano alla base dell'altare e dopo figure rappresentanti fede, speranza e carità. Vi sono inoltre le figure degli arcangeli Gabriele, Michele e Raffaele.
Nella chiesa sono presenti quattro altari laterali in legno intagliato: il primo a destra custodisce la statua della Madonna Assunta del 1957 che viene condotta in processione il 15 agosto e sostituisce l'opera in cera della Madonna dormiente che purtroppo per lunghi anni era stata portata nella cantoria, sotto la finestra dove nessuno poteva vederla e in stato di abbandono, collocata da qualche anno presso la Chiesa Madre, nel transetto destro, sotto l'altare del Crocifisso, per volontà dell'arciprete Biagio Biancheri, con il permesso del Vescovo locale.

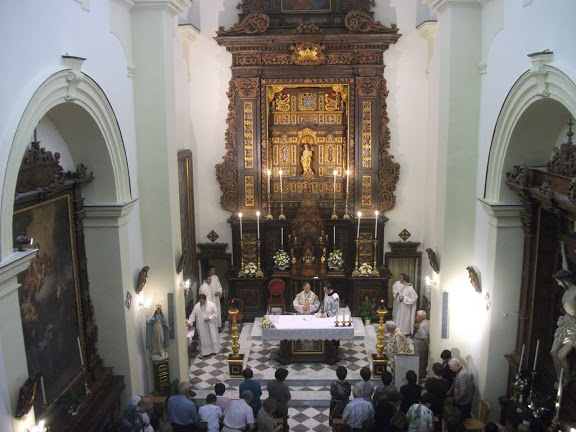
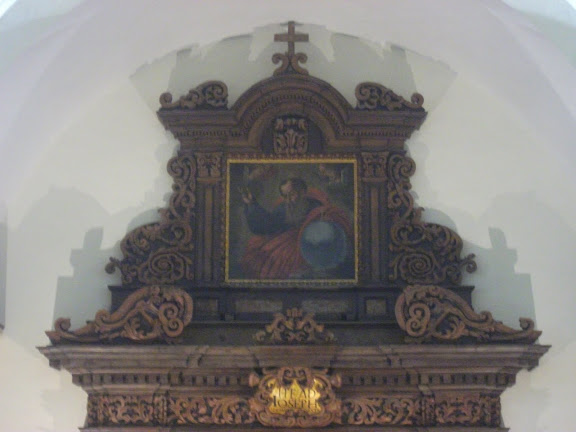
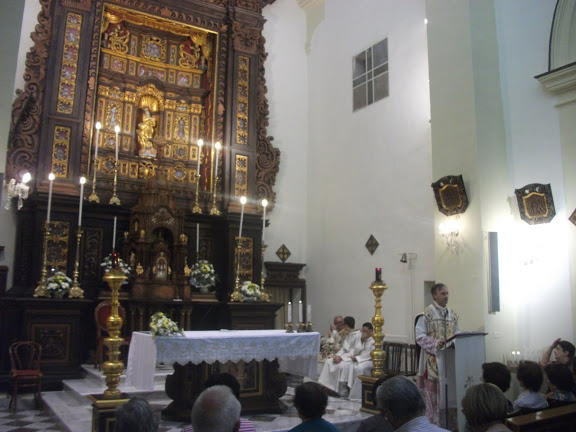

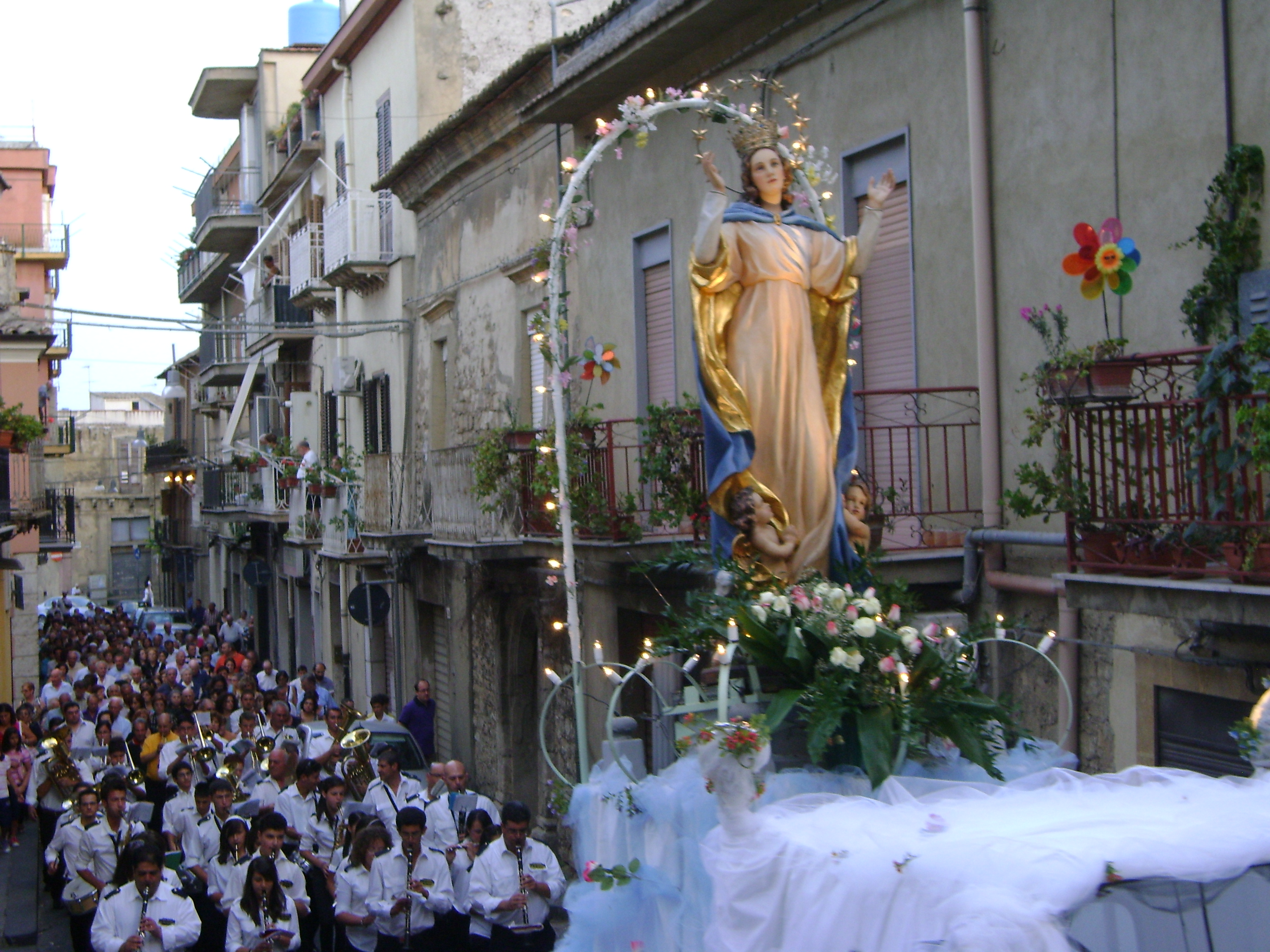
Processione della Madonna Assunta, 15 agosto 2008

La festa della Madonna Assunta (il 15 agosto) è organizzata dalla rettoria di San Francesco e dall'anno 2009 in collaborazione con la Chiesa Madre. La processione si svolgeva con l'urna della Vergine dormiente (la dormitio Virginis). Nel 1957 la statua in cera della dormitio Virginis - per il percorso processionale - fu sostituita da una statua lignea di fabbricazione Ortisei. Le origini di questa festa vengono collocate intorno alla metà del Settecento. Dal 2009, per volontà dell'arciprete Biagio Biancheri, la festa fu ripresa con ricche iniziative; i festeggiamenti avevano inizio già l'ultima domenica di luglio. La Quindicina che precedeva la festa fu trasferita in Chiesa Madre dal 31 luglio al 14 agosto, per accogliere i numerosi fedeli che vi prendevano parte e in questi giorni si svolgevano anche diverse manifestazioni culturali e religiose, come spettacoli a tema mariano, musical, cineforum all'aperto e momenti di preghiera serali come la recita del Rosario o l'adorazione eucaristica. Tra l'altro erano gli unici momenti di aggregazione estiva in agosto a San Cataldo. Sempre in Chiesa Madre, precisamente nel transetto destro, la dormitio Virginis veniva solennemente esposta fino al 15 agosto con un via vai di fedeli e turisti, molti dei quali in ferie in città. Il 14 agosto presso la chiesa degli ex-Cappuccini venivano cantati solennemente i Vespri in onore dell'Assunta, mentre il 15 agosto, giorno della festa, venivano celebrate diverse Sante Messe ad iniziare dalla Chiesa Madre alle ore 8.00, poi ai Cappuccini alle 9.30, mentre alle 12.00 la città salutava l'Assunta in cielo con 21 colpi di cannone e il suono a festa di tutte le campane del paese. Alla sera, solitamente alle ore 19.00, in piazza Madrice si svolgeva la solenne Concelebrazione Eucaristica unica in città, a cui prendevano parte le confraternite e sodalizi a cui faceva seguito la processione dell'Assunta (la statua lignea in piedi), accompagnata dalla banda musicale, lungo la via Cavour, C.so Vittorio Emanuele per arrivare alla chiesa dei Cappuccini. La festa si concludeva con un discorso dell'arciprete dal balcone della Casa del Fanciullo e il tradizionale spettacolo di fuochi d'artificio. Numerosa era la partecipazione dei fedeli grazie anche al fatto che il percorso processionale fu accorciato, infatti quella dell'Assunta era la processione più lunga che si svolgeva in città. Dall'agosto del 2021 in Chiesa Madre non si svolge più la quindicina all'Assunta e le manifestazioni annesse alla festa, così come anche non viene più esposta la statua in cera della dormitio Virginis, mentre per la prima volta nel 2022 nella storia di San Cataldo, non si è svolta neppure la processione, così come anche nel 2023. Nel 2024, si decise di stampare un'immagine della Madonna assunta e portarla in processione nei pressi della rettoria senza la partecipazione della banda musicale non riuscendo a ripristinare i festeggiamenti soliti. Anche per l'anno santo del 2025, non si è riusciti a fare nessuno sforzo per portare in processione l'Assunta.